# 企業舎弟
企業舎弟（きぎょうしゃてい）は、暴力団の構成員や暴力団周辺者（準構成員）が、資金獲得（シノギ）のために経営する企業・及びその役員や従業員をいう。現在では「フロント企業」と呼ばれることが多い。

## 概要
警察庁では「暴力団関係企業」として「暴力団員が実質的にその経営に関与している企業、暴力団準構成員若しくは元暴力団員が経営する企業で暴力団に資金提供を行う等暴力団の維持若しくは運営に積極的に協力し若しくは関与するもの又は業務の遂行等において積極的に暴力団を利用し、暴力団の維持若しくは運営に協力している企業」と定義している。
企業舎弟が得た金は上部団体に上納され、最終的には暴力団の資金源になる。暴力団対策法の成立以降は、従来型の資金調達（いわゆる「みかじめ料」など）が困難になったため、法律適用の回避手段として多くの企業舎弟が生まれた。暴力団が新たに企業を設立する事例もあれば、既存の実績のある企業に株の買い占め等によって暴力団の息のかかった人間を送り込んで、実質的に乗っ取る事例もある。
最近では暴力団関与の色彩を薄めるために、暴力団の構成員ではない一般の応募者を従業員として採用したり、構成員は経営者や幹部社員にならず、その親類縁者など暴力団とは直接のつながりのない人物を「ダミー」として使うケースが多くなっており、一見しただけでは普通の企業か企業舎弟か見分けが付きにくくなってきており、その従業員自身も企業舎弟と気付かず業務に従事している場合もある。
また豊富な資金力を活かして、成長の見込める分野に出資し、株式市場などを含めた投資活動によって利益を回収しようとする動き（一種のマネーロンダリングである）も、近年では活発に行われている。ここ最近では出会い系サイト等の成長が著しいIT業界・携帯電話コンテンツ業界への積極的なアプローチや、密接な関係なども囁かれている。とくにネットでは顔や正体が判明しにくいため、身分を隠し偽る必要がある暴力団側としては、さまざまな点で都合がよいという利点がある。2010年9月には水産業にまで手を出していた事が判明した。
なお普通の企業を装っていても、企業活動上においてひとたびトラブルが発生すれば、それまでの仮面を脱ぎ捨てて暴力団としての性格を露わにすることも決して珍しい例ではない。また、費用のかかる正規の処理方法をせずに行われる産業廃棄物の不法投棄や不法入国者などの不法就労者を低賃金で働かせるなど、一般的な企業活動と比較して乱暴な方法で利益を追求する傾向もある。

## 関連書籍
- 名古屋弁護士会民事介入暴力対策特別委員会「暴力団フロント企業―その実態と対策」（民事法研究会）